# Луцкий договор
Лу́цкий догово́р — секретный договор между господарем Молдавии Дмитрием Кантемиром и русским царём Петром Алексеевичем, согласно которому Молдавия, сохраняя автономию, переходила под покровительство России. Заключён 2 (13) апреля 1711 года в Луцке.

## Значение договора
Кантемир, недовольный визирем и желая избавить страну от турецкого ига, обязался сообщать Петру о турецких делах. Договор содержал 17 пунктов и в основных положениях повторял соглашение, подписанное митрополитом Гедеоном в 1656 году. Молдавское княжество должно было признать верховную власть Москвы, сохраняя статус независимого государства и прежние обычаи. Сохранялись и привилегии молдавских бояр. Господарский престол закреплялся за династией Кантемиров. Молдавии же возвращались земли, захваченные Турцией и превращённые в райи, страна освобождалась от турецкой дани. После обнародования договор встретил поддержку большинства молдавского населения, хотя некоторые бояре были против разрыва с Турцией. Договор Кантемира был выгоден для Молдавии, так как в случае его претворения в жизнь страна отделялась от двигавшейся к упадку Турции и присоединялась к находившейся в то время на подъёме России.
После подписания Петром I перемирия в Прутском походе Луцкий договор потерял силу, Молдавия осталась турецким вассалом, а Дмитрий Кантемир бежал в Россию.